# Goran Maznov
Goran Maznov (Macedonisch: Горан Мазнов) (Strumica, 22 april 1981) is een voormalig Macedonische voetballer, spelend bij het Russische Tom Tomsk. Hij speelt als aanvaller en was eerder al acief bij onder andere KSC Lokeren, Diyarbakirspor en Spartak Moskou. Maznov is ook international voor Macedonië.